# 吉備武彦
吉備 武彦（きび の たけひこ）は、『日本書紀』などに伝わる古代日本の人物。『日本書紀』では「吉備武彦」、他文献では「吉備武彦命」・「吉備建彦命」とも表記される。
景行天皇朝における日本武尊東征の従者の一人とされる。

## 系譜
吉備武彦の出自について『日本書紀』に記載はない。『新撰姓氏録』では、左京皇別 下道朝臣条・右京皇別 廬原公条で稚武彦命（第7代孝霊天皇皇子）の孫とし、右京皇別 真髪部条では稚武彦命の子とする。
子については、『日本書紀』景行天皇51年8月4日条において、娘の吉備穴戸武媛が、日本武尊の妃となって武卵王（たけかいごのきみ）と十城別王（とおきわけのきみ）の2子を産んだと見える。また『日本書紀』応神天皇22年9月10日条・『日本三代実録』元慶3年（879年）10月22日条では、子として浦凝別（苑臣祖）・御友別（吉備臣祖）・鴨別（笠臣祖）・兄媛（応神天皇妃）らの名が記されている。
| 吉備武彦                       |                                |                                |                                |                                |                                |                                    |                                    |                                    |                                    |                                    |                                    |                                          |                                          |                                          |                                          |                                          |                                          |                                  |                                  |                                  |                                  |                                  |                                  |                                  |                                  |                                  |                                  |                                  |                                  |                                    |                                    |                                    |                                    |                                    |                                    |  |  |  |  |  |  |  |  |  |  |  |  |
|                                |                                |                                |                                |                                |                                |                                    |                                    |                                    |                                    |                                    |                                    |                                          |                                          |                                          |                                          |                                          |                                          |                                  |                                  |                                  |                                  |                                  |                                  |                                  |                                  |                                  |                                  |                                  |                                  |                                    |                                    |                                    |                                    |                                    |                                    |  |  |  |  |  |  |  |  |  |  |  |  |
|                                |                                |                                |                                |                                |                                |                                    |                                    |                                    |                                    |                                    |                                    |                                          |                                          |                                          |                                          |                                          |                                          |                                  |                                  |                                  |                                  |                                  |                                  |                                  |                                  |                                  |                                  |                                  |                                  |                                    |                                    |                                    |                                    |                                    |                                    |  |  |  |  |  |  |  |  |  |  |  |  |
| 浦凝別 ［苑臣祖］ （苑県に封） | 浦凝別 ［苑臣祖］ （苑県に封） | 浦凝別 ［苑臣祖］ （苑県に封） | 浦凝別 ［苑臣祖］ （苑県に封） | 浦凝別 ［苑臣祖］ （苑県に封） | 浦凝別 ［苑臣祖］ （苑県に封） | 御友別 ［吉備臣祖］                | 御友別 ［吉備臣祖］                | 御友別 ［吉備臣祖］                | 御友別 ［吉備臣祖］                | 御友別 ［吉備臣祖］                | 御友別 ［吉備臣祖］                |                                          |                                          |                                          |                                          |                                          |                                          |                                  |                                  |                                  |                                  |                                  |                                  | 鴨別 ［笠臣祖］ （波区芸県に封） | 鴨別 ［笠臣祖］ （波区芸県に封） | 鴨別 ［笠臣祖］ （波区芸県に封） | 鴨別 ［笠臣祖］ （波区芸県に封） | 鴨別 ［笠臣祖］ （波区芸県に封） | 鴨別 ［笠臣祖］ （波区芸県に封） | 兄媛 （応神天皇妃） （織部を賜う） | 兄媛 （応神天皇妃） （織部を賜う） | 兄媛 （応神天皇妃） （織部を賜う） | 兄媛 （応神天皇妃） （織部を賜う） | 兄媛 （応神天皇妃） （織部を賜う） | 兄媛 （応神天皇妃） （織部を賜う） |  |  |  |  |  |  |  |  |  |  |  |  |
| 浦凝別 ［苑臣祖］ （苑県に封） | 浦凝別 ［苑臣祖］ （苑県に封） | 浦凝別 ［苑臣祖］ （苑県に封） | 浦凝別 ［苑臣祖］ （苑県に封） | 浦凝別 ［苑臣祖］ （苑県に封） | 浦凝別 ［苑臣祖］ （苑県に封） | 御友別 ［吉備臣祖］                | 御友別 ［吉備臣祖］                | 御友別 ［吉備臣祖］                | 御友別 ［吉備臣祖］                | 御友別 ［吉備臣祖］                | 御友別 ［吉備臣祖］                |                                          |                                          |                                          |                                          |                                          |                                          |                                  |                                  |                                  |                                  |                                  |                                  | 鴨別 ［笠臣祖］ （波区芸県に封） | 鴨別 ［笠臣祖］ （波区芸県に封） | 鴨別 ［笠臣祖］ （波区芸県に封） | 鴨別 ［笠臣祖］ （波区芸県に封） | 鴨別 ［笠臣祖］ （波区芸県に封） | 鴨別 ［笠臣祖］ （波区芸県に封） | 兄媛 （応神天皇妃） （織部を賜う） | 兄媛 （応神天皇妃） （織部を賜う） | 兄媛 （応神天皇妃） （織部を賜う） | 兄媛 （応神天皇妃） （織部を賜う） | 兄媛 （応神天皇妃） （織部を賜う） | 兄媛 （応神天皇妃） （織部を賜う） |  |  |  |  |  |  |  |  |  |  |  |  |
|                                |                                |                                |                                |                                |                                |                                    |                                    |                                    |                                    |                                    |                                    |                                          |                                          |                                          |                                          |                                          |                                          |                                  |                                  |                                  |                                  |                                  |                                  |                                  |                                  |                                  |                                  |                                  |                                  |                                    |                                    |                                    |                                    |                                    |                                    |  |  |  |  |  |  |  |  |  |  |  |  |
|                                |                                |                                |                                |                                |                                | 稲速別 ［下道臣祖］ （川島県に封） | 稲速別 ［下道臣祖］ （川島県に封） | 稲速別 ［下道臣祖］ （川島県に封） | 稲速別 ［下道臣祖］ （川島県に封） | 稲速別 ［下道臣祖］ （川島県に封） | 稲速別 ［下道臣祖］ （川島県に封） | 仲彦 ［上道臣・香屋臣祖］ （上道県に封） | 仲彦 ［上道臣・香屋臣祖］ （上道県に封） | 仲彦 ［上道臣・香屋臣祖］ （上道県に封） | 仲彦 ［上道臣・香屋臣祖］ （上道県に封） | 仲彦 ［上道臣・香屋臣祖］ （上道県に封） | 仲彦 ［上道臣・香屋臣祖］ （上道県に封） | 弟彦 ［三野臣祖］ （三野県に封） | 弟彦 ［三野臣祖］ （三野県に封） | 弟彦 ［三野臣祖］ （三野県に封） | 弟彦 ［三野臣祖］ （三野県に封） | 弟彦 ［三野臣祖］ （三野県に封） | 弟彦 ［三野臣祖］ （三野県に封） |                                  |                                  |                                  |                                  |                                  |                                  |                                    |                                    |                                    |                                    |                                    |                                    |  |  |  |  |  |  |  |  |  |  |  |  |

## 記録
『日本書紀』景行天皇40年7月16日条によると、日本武尊の東征にあたって、その従者として吉備武彦と大伴武日連が付けられたという。また同年の是歳条によると、吉備武彦は途中で越国に視察のため派遣され、のち日本武尊と美濃で合流した。そののち日本武尊が病を得ると、吉備武彦はその遺言を伝える使者として景行天皇の元に遣わされたという。
関連して『古事記』景行天皇段では、吉備武彦と同一人物かは定かでないが、吉備臣らの祖の「御鉏友耳建日子（みすきともみみたけひこ）」が倭建命（日本武尊）の従者として東征に遣わされたことが記されている。
また『新撰姓氏録』右京皇別 廬原公条によれば、景行天皇の御世に稚武彦命の孫の「吉備建彦命」が東方に派遣され、毛人および凶鬼神を討伐して「阿倍廬原国」に至り、天皇に復命した日に廬原国を賜ったとする。

## 後裔

### 氏族
『新撰姓氏録』では、次の氏族が後裔として記載されている。
- 左京皇別 下道朝臣 - 吉備朝臣同祖。稚武彦命孫の吉備武彦命の後。
- 右京皇別 真髪部 - 稚武彦命男の吉備武彦命の後。

### 国造
『先代旧事本紀』「国造本紀」には、次の国造が後裔として記載されている。
- 廬原国造
志賀高穴穂朝（成務天皇）の御世に池田坂井君祖の吉備武彦命の子の意加部彦命を国造に定める、という。
のちの駿河国庵原郡庵原郷周辺に推定される[2]。

## 考証
『日本書紀』応神天皇22年9月条と『日本三代実録』元慶3年10月条との記述から、吉備地域を治めた諸氏族、すなわち下道臣・上道臣・ 香屋臣・三野臣・笠臣・苑臣らの実質的な始祖に吉備武彦が位置づけられていたと見られる。また、吉備武彦こそが吉備氏の上祖（始祖）に相当し、記紀において吉備氏の祖とされる吉備津彦命・稚武彦命（系譜上における吉備武彦の祖父または父）兄弟は、皇室と吉備氏のつながりを設定するために吉備武彦の名を分割して創作された架空の人物であるとする説もある。
そのほか、ヤマトタケル伝説に吉備武彦が参加していることから、この伝説の作成に吉備氏が関与しているという指摘もある。